# Maple Heights-Lake Desire (Washington)
Maple Heights-Lake Desire  est une census-designated place américaine de l'État de Washington dans le comté de King. 
La population était de 3 152 habitants en 2010.